# 1508
| [ Edytuj tabelę ]                          | |
| Król Polski                                | - 1507 Zygmunt I Stary 1548 |
| Współksiążęta Andory                       | - 1472 Pere de Cardona 1512 - 1483 Katarzyna z Nawarry 1512 - 1484 Jan III 1516 |
| Król Anglii                                | - 1485 Henryk VII 1509 |
| Król Aragonii i Walencji, hrabia Barcelony | - 1479 Ferdynand Aragoński 1516 |
| Władca Azteków                             | - 1502 Montezuma II 1520 |
| Elektor Brandenburgii                      | - 1499 Joachim I Nestor 1535 |
| Książę Bawarii                             | - 1503 Albrecht IV Mądry 1508 - 1508 Wilhelm IV 1550 |
| Sułtan Brunei                              | - 1473 Bolkiah 1521 |
| Cesarz Chin                                | - 1505 Zhengde 1521 |
| Król Czech                                 | - 1490 Władysław II Jagiellończyk 1516 |
| Król Danii                                 | - 1481 Jan Oldenburg 1513 |
| Dalajlama                                  | - 1475 Gendun Gjaco 1541 |
| Władca Egiptu                              | - 1501 Kansuh al-Ghauri 1516 |
| Cesarz Etiopii                             | - 1494 Naod 1508 - 1508 Lybne Dyngyl 1540 |
| Król Francji                               | - 1498 Ludwik XII 1515 |
| Szach Iranu                                | - 1501 Isma’il I 1524 |
| Władca Inków                               | - 1493 Huayna Capac 1527 |
| Lord Irlandii                              | - 1485 Henryk VII Tudor 1509 |
| Cesarz Japonii                             | - 1500 Go-Kashiwabara 1526 |
| Kalif                                      | - 1497 Al-Mustamsik 1508 - 1508 Al-Mutawakkil III 1517 |
| Król Kastylii i Leónu                      | - 1506 Ferdynand Aragoński 1516 |
| Patriarcha Konstantynopola                 | - 1504 Pachomiusz I 1513 |
| Władca Korei                               | - 1506 Chungjong 1544 |
| Wielki książę litewski                     | - 1506 Zygmunt I Stary 1548 |
| Sułtan Maroka                              | - 1505 Muhammad al-Burtukali 1524 |
| Senior Monako                              | - 1505 Lucjan 1523 |
| Wielki książę moskiewski                   | - 1505 Wasyl III 1533 |
| Król Nawarry                               | - 1484 Katarzyna z Nawarry i Jan d’Albret 1516 |
| Król Norwegii                              | - 1483 Jan Oldenburg 1513 |
| Sułtan Omanu                               | - 1500 Muhammad ibn Isma’il 1529 |
| Elektor Palatynatu                         | - 1476 Filip 1508 - 1508 Ludwik V 1544 |
| Papież                                     | - 1503 Juliusz II 1513 |
| Król Portugalii                            | - 1495 Manuel I 1521 |
| Cesarz Rzymski (niemiecki)                 | - 1493 Maksymilian I Habsburg 1519 |
| Kapitanowie Regenci San Marino             | - 1507 Marino di Niccolò di Giovanetto Leonardo di Giovanni di Belluzzi 1508 - 1508 Cristoforo Martelli Giacomo di Lodovico Calcigni 1508 - 1508 Antonio di Girolamo Francesco di Marino Giangi 1509 |
| Elektor Saksonii                           | - 1486 Fryderyk I Mądry 1525 |
| Król Szkocji                               | - 1488 Jakub IV 1513 |
| Król Szwecji                               | - 1504 Svante Nilsson Sture 1512 |
| Król Tajlandii                             | - 1491 Ramathibodi II 1529 |
| Sułtan Turków                              | - 1481 Bajazyd II 1512 |
| Doża Wenecji                               | - 1501 Leonardo Loredano 1521 |
| Król Węgier                                | - 1490 Władysław II 1516 |
| Cesarz Wietnamu                            | - 1505 Lê Uy Mục 1509 |
| Wielki mistrz zakonu krzyżackiego          | - 1498 Fryderyk Wettyn 1510 |

Rok 1508 / MDVIII
stulecia: XV wiek ~
XVI wiek ~
XVII wiek

lata: 1498 «
1503 «
1504 «
1505 «
1506 «
1507 «
1508
» 1509
» 1510
» 1511
» 1512
» 1513
» 1518

## Wydarzenia w Polsce
- 25 stycznia-22 lutego – w Krakowie obradował sejm[1].
- 13 lipca – wojna litewsko-moskiewska: została stoczona bitwa pod Orszą.
- 13 grudnia – w Wilnie rozpoczął obrady Sejm Wielkiego Księstwa Litewskiego[2].

## Wydarzenia na świecie
- 4 lutego – król Niemiec Maksymilian I Habsburg podczas pobytu w Trydencie przyjął tytuł „wybranego cesarza rzymskiego” (papież Juliusz II zezwolił później Maksymilianowi I tytułować się cesarzem rzymskim bez koronacji papieskiej).
- 10 maja – Michał Anioł rozpoczął malowanie fresków w kaplicy Sykstyńskiej.
- 10 grudnia – wojny włoskie: z inicjatywy papieża Juliusza II zawarto w Cambrai sojusz przeciwko Republice Weneckiej (zob. Liga w Cambrai).
- Traktat w Cambrai – powstanie ligi antytureckiej złożonej z Hiszpanii, Anglii, Francji, Cesarstwa i Papiestwa.

## Urodzili się
- 5 kwietnia – Herkules II d’Este, książę Ferrary i Modeny (zm. 1559)
- 9 lipca – Primož Trubar, słoweński duchowny protestancki (zm. 1586)
- Nikola Šubić Zrinski, ban Chorwacji (1542-1556), chorwacki i węgierski bohater walk z Turkami (zm. 1566)

## Zmarli
- 1 lutego – Giovanni II Bentivoglio, pan Bolonii w latach 1463–1506, jeden z najwybitniejszych przedstawicieli rodziny Bentivoglio (ur. 12 lutego 1443)
- 4 lutego – Konrad Celtis, niemiecki humanista i poeta (ur. 1459)
- 27 maja – Ludwik Sforza, książę Mediolanu (ur. 1452)
- 10 października – Jan Turzo – kupiec, przedsiębiorca i patrycjusz krakowski (ur. 1437)
- 9 listopada – Gracjan z Kotoru, augustianin, błogosławiony katolicki (ur. 1438)